# Norwegische Meisterschaften im Biathlon 1967
Die norwegischen Meisterschaften im Biathlon 1967 fanden am 4. und 5. Februar 1967 in Lier in Buskerud statt. Ausgetragen wurden ein Einzelwettkampf über 20 Kilometer sowie ein Staffelrennen, diesmal aber mit vier Startern pro Team.
Seinen Titel aus dem Vorjahr konnte Jon Istad verteidigen, den Juniorenwettkampf entschied Tor Svendsberget für sich.

## Männer

### Einzel (20 km)
| Platz | Starter          | Verein          | Zeit      | Treffer |
| ----- | ---------------- | --------------- | --------- | ------- |
| 1     | Jon Istad        | HV-10/Voss      | 1:23:41 h | 16      |
| 2     | Ivar Nordkild    | HV-15/Bjerkvik  | 1:23:58 h | 17      |
| 3     | Torgeir Tallerås | HV-05/Folldal   | 1:24:25 h | 14      |
| 4     | Ola Wærhaug      | HV-04/Skedsmo   | 1:26:05 h | 14      |
| 5     | Ragnar Tveiten   | HV-02/OPIL      | 1:27:21 h | 11      |
| 6     | Olav Jordet      | HV-05/Tolga     | 1:27:22 h | 14      |
| 7     | Pål Hagen        | Bærum           | 1:31:16 h | 13      |
| 8     | Odd Lunde        | Vestfossen      | 1:31:16 h | 13      |
| 9     | Magnar Solberg   | HV-12/Trondheim | 1:31:25 h | 9       |
| 10    | Ingolf Bjørke    | Nordre Land     | 1:31:40 h | 15      |

Start: 4. Februar 1967

### Staffel (4 × 7,5 km)
| Platz | Starter                                                | Region            | Zeit      |
| ----- | ------------------------------------------------------ | ----------------- | --------- |
| 1     | Kjell Hovda Odd Lunde Kåre Hovda Ragnar Tveiten        | Numedal           | 2:07:51 h |
| 2     | Olav Istad Jon Knappestad Dag Midthun Jon Istad        | Hardanger og Voss | 2:10:30 h |
| 3     | Torgeir Tallerås Esten Gjelten Egil Nygård Olav Jordet | Nord-Østerdal     | 2:11:34 h |
| 4     |                                                        | Solør             | 2:15:49 h |
| 5     |                                                        | Inn-Trøndelag     | 2:19:25 h |
| 6     |                                                        | Oslo              | 2:20:04 h |
| 7     |                                                        | Østerdal          | 2:21:34 h |

Start: 5. Februar 1967